# Велозу, Жозе Мариану да Консейсан
Жозе Мариану да Консейсан Велозу (порт. José Mariano da Conceição Vellozo; 1742—1811) — бразильский ботаник.

## Биография
Жозе Мариану да Консейсан Велозу родился в 1742 году в Сан-Жозе-ду-Риу-дас-Мортис (ныне — Тирадентис).
В 1761 году вступил во францисканский орден. В 1766 году получил степень доктора философии. С 1771 года Велозу был профессором геометрии в Сан-Паулу. Изучал флору Бразилии, с 1782 года при материальной поддержке государства исследовал растения окрестностей Рио-де-Жанейро. В 1790 году Велозу был назначен директором Королевской типографии Арку-ди-Сегу в Лиссабоне. В 1809 году решил вернуться в Бразилию.
В 1811 году Велозу умер в Рио-де-Жанейро.

## Некоторые научные работы
- Vellozo, J.M. (1825). Florae fluminensis. 352 p.

## Роды, названные в честь Ж. М. Велозу
- Velosiella Rangel, 1915, nom. illeg. [syn.  Mycovelosiella Rangel, 1917, nom. nov.]
- Vellosiella Baill., 1888